# Дио
Дио (на английски: Dio) е първата самостоятелна група на Рони Джеймс Дио. Тя е създадена през 1982, след раздялата му с Блек Сабат. В едно интервю Дио заявява, че никога не е мислил за соло кариера, просто искал да създаде група с приятеля си от „Блек Сабат“ Вини Апис. Избрали Дио за име на групата, понеже звучало добре, а и той бил доста известен по онова време. Освен че е вокал, Дио свири и на кийборда. Освен Вини Апис на барабаните към групата се присъединяват и Вивиан Кемпбъл (китара) и Джими Бейн (бас).

## История

### Началото и Holy Diver (1982 – 1983)
През 1982 г. Дио и Вини Апис напускат Блек Сабат и формират група Дио. Към нея се присъединяват Вивиан Кемпбъл и Джими Бейн. През май 1983 г. излиза дебютният албум – „Holy Diver“. За да не седи вокалът заклещен зад кийборда на концертите, към групата се присъедява и Клод Шнел.

### The Last in Line, Sacred Heart, Dream Evil (1984 – 1989)
Вече като квинтет, групата издава „The Last in Line“ на 2 юли 1984 г., последван от „Sacred Heart“ на 15 август 1985 г. По време на промоционалното турне Дио написва няколко парчета, които излизат в мини албума „Intermission“, а след това написва и няколко парчета за проекта Hear n'Aid. През 1986 г. Кемпбъл е уволнен от Дио и се присъединява към Уайтснейк. Той е заместен от Крейг Голди. На 21 юли 1987 г. излиза четвъртия студиен албум на групата („Dream Evil“), след който Дио сменя целия състав на групата, и през юни 1989 г. довежда 18-годишния китарист Роуън Робъртсън.

### Промени (1990 – 1999)
Шнел, Бейн и Апис напускат групата и са заменени от Йенс Йохансон, Тед Кук и бившия барабанист на AC/DC Саймън Райт.
В този състав групата издава „Lock up the Wolves“ през 1990 г., след което Рони напуска, за да се събере отнова с бившите си колеги от „Блек Сабат“. С тях той издава само един албум – „Dehumanizer“ (1992). Дио решава да възобнови отново групата си и за китарист е привлечен Теди Джи, кийбордист Скот Уорън и басист Джеф Пилсън. В този състав групата издава „Strange Highways“ (1993), „Angry Machines“ (1996) и концертния „Inferno: Last in Live“ (1998). Някои фенове ги определят като най-лошите от дискографията на Дио, а други виждат в тях нужна промяна от остарелия звук на 80-те.

### Завръщане (2000 – 2004)
Дио иска да си върне първоначалния успех и Трейси Джи е заменен от завръщащия се Крейг Голди. С него е издаден албума „Magica“, който излиза на 13-о място в класацията на Билборд 200. Албума съдържа стария и по-успешен звук на групата, който с използването на кийборди придава модерно чувство. Не след дълго обаче, Голди напуска през януари 2002 г. и е заменен от Дъг Олдрич. Поради късното му включване, той почти няма приноси в излезлия скоро след това „Killing the Dragon“. Олдрич, както и Кемпбъл преди него, напуска за да се присъедини към Уайтснейк през 2004 г.

### Master of the Moon и разпад (2004 – 2010)
Десетият студиен албум на групата, „The Master of the Moon“, излиза на 30 април 2004 г. През 2005 г. групата издава концертния „Evil or Divine - Live in NYC“ (DVD). Дио прави турне в Япония, Европа и Южна Америка и издава Holy Diver – DVD на концерта им от Русия. През 2007 г. е обявено, че Блек Сабат ще се събере с Рони Джеймс Дио под името Heaven & Hell. Бандата издава единствения си албум The Devil You Know през 2009 г. Участието на Рони Джеймс Дио там, отлага записването на новия албум за Дио – Magica II. Групата е трябвало да запише един или два албума през 2010 г. На 18 ноември 2009 г. европейското турне е прекратено поради хоспитализирането на Дио. Той е диагностициран с рак на стомаха и е подложен на лечение. Неговата съпруга Уенди Дио благодари на всички за пожеланията и казва: „След като убие този дракон, Рони ще се завърне на сцената, на която принадлежи, за да прави това, което най-много обича – да радва феновете си“.
На 19 февруари 2010 г. в сайта на Дио, излиза съобщение, че ще бъде издаден бокс сет в ограничен тираж, наречен Tournado Box Set. Той включва Killing the Dragon CD, Evil or Divine DVD, DVD с бонус материали, интервюта, фото галерия, снимки зад сцената, промо видео за песента Push и сингъла Electra, която е и последната песен на групата от незавършените албуми Magica II и Magica III.
Рони Джеймс Дио умира на 16 май 2010 г. от рак на стомаха в Хюстън, Тексас. На 9 ноември 2010 г. излиза посмъртно концертния албум Dio at Donington UK: Live 1983 & 1987.

## Мъри
Мъри е демоничния талисман на групата. Той присъства на някои обложки на албумите (Holy Diver, The Last in Line, Dream Evil) на Дио и на концерти.

### Holy Diver
Това е първи албум с талисмана нарисуван на обложка. На нея, Мъри измъчва католически свещеник. Дио казва, че е подвеждаща и би могла да изобразява как свещеникът убива Мъри. Възможно е да показва дявола, който е измъчвал свещеника, но веригата се чупи и той потъва в дълбините. Също така би могло да се приеме като интерпретация на идеята, че и свещениците понякога са изкушени от злото.

### The Last in Line
Мъри участва и във втория албум на групата, The Last in Line. На тази обложка, възкръснали души излизат от гробовете си в денят на Страшния съд и виждат гиганта Мъри, взиращ се в тях на хоризонта.

### Dream Evil
Мъри не е изобразен на третия албум, Sacred Heart, но е включен в оригиналния си вид в Dream Evil. Той е изобразен на прозорец на детска стая със спящо дете. Песента от този албум Faces in the Window е свързана именно с обложката му (цялата концепция на албума е за страховете от нощта и тъмнината).

## Състав
Последни членове
- Рони Джеймс Дио – вокали, клавиши (1982 – 1991; 1993 – 2010)
- Крейг Голди – китара (1986 – 1989; 1999 – 2001; 2004 – 2005; 2006 – 2010)
- Саймън Райт – барабани (1989 – 1991; 1998 – 2010)
- Скот Уорън – клавиши (1993 – 2010)
- Руди Сарзо – бас (2005 – 2010)

Предишни членове
- Вини Апис – барабани (1982 – 1989; 1993 – 1998)
- Джими Бейн – бас (1982 – 1989; 1999 – 2004)
- Джейк Лий – китара (1982)
- Вивиан Кембпъл – китара (1982 – 1986)
- Клод Шнел – клавиши (1984 – 1989)
- Роуън Робъртсън – китара (1989 – 1991)
- Йенс Йохансон – клавиши (1989 – 1991)
- Теди Кук – бас (1989 – 1991)
- Трейси Джи – китара (1993 – 1999)
- Джеф Пилсън – бас (1993 – 1997; 2004 – 2005)
- Лари Денисън – бас (1997 – 1999)
- Дъг Олдрич – китара (2001 – 2004; 2005 – 2006)

## Дискография

### Албуми
- Holy Diver (1983)
- The Last in Line (1984)
- Sacred Heart (1985)
- Dream Evil (1987)
- Lock up the Wolves (1990)
- Strange Highways (1994)
- Angry Machines (1996)
- Magica (2000)
- Killing the Dragon (2002)
- Master of the Moon (2004)

### EP
- The Dio E.P. (1986)

### Концертни албуми
- Intermission (1986)
- Inferno - Last in Live (1998)
- Evil or Divine - Live In New York City (2005)
- Holy Diver: Live (2006)
- Dio at Donington UK: Live 1983 & 1987 (2010)
- Finding The Sacred Heart: Live In Philly 1986 (2013)
- Live in London, Hammersmith Apollo 1993 (2014)

### Компилации
- Diamonds – The Best of Dio (1992)
- Anthology (1997)
- Master Series (1999)
- The Very Beast of Dio (2000)
- Anthology: Volume Two (2001)
- Evil Collection: The Very Best (2002)
- Stand Up and Shout: The Dio Anthology (2003)
- The Collection (2003)
- Rock Legends (2008)
- Mightier Than the Sword (2011)
- The Very Beast of Dio 2 (2012)
- Snapshot (2013)

|valign="top" width="50%|

### Видеография
- Live in Concert (1984)
- A Special from the Spectrum (1984)
- Sacred Heart The Video (1986)
- Time Machine (1990)
- Evil or Divine – Live in New York City (2003)
- We Rock (2005)
- Holy Diver – Live (2006)
- Finding The Sacred Heart – Live In Philly 1986 (2013)
- Live in London, Hammersmith Apollo 1993 (2014)